# Lindacatalina brevipenis
Lindacatalina brevipenis is een krabbensoort uit de familie van de Pseudothelphusidae. De wetenschappelijke naam van de soort is voor het eerst geldig gepubliceerd in 1980 door Rodríguez & Diaz.